# Ка ди Ђампрето (Форли-Чезена)
Ка ди Ђампрето је насеље у Италији у округу Форли-Чезена, региону Емилија-Ромања.
Према процени из 2011. у насељу је живело 9 становника. Насеље се налази на надморској висини од 283 м.